# NGC 3809
NGC 3809 is een lensvormig sterrenstelsel in het sterrenbeeld Grote Beer. Het hemelobject werd op 20 augustus 1866 ontdekt door de Duits-Deense astronoom Heinrich Louis d'Arrest.

## Synoniemen
- UGC 6649
- MCG 10-17-40
- ZWG 292.20
- ARAK 310
- PGC 36263